# Edmond Fischer
Hedmond Henri Fischer (Shanghai, 6 aprile 1920 – Seattle, 27 agosto 2021) è stato un chimico e biologo svizzero naturalizzato statunitense.

## Biografia
Nato a Shanghai, all'età di sette anni venne mandato a studiare in Svizzera.
Si laureò in chimica nell'Accademia di Ginevra. Emigrò negli Stati Uniti per lavorare come ricercatore associato alla Fondazione Rockefeller.
Nel 1961 occupò la cattedra di biochimica dell'Università di Washington.
Ricevette il Premio Nobel per la medicina nel 1992 insieme a Edwin Krebs, per il suo lavoro sulla fosforilazione delle proteine.